# Golden Grand Prix 2017
Golden Grand Prix 2017 – mityng lekkoatletyczny, który odbył się 21 maja 2017 w Kawasaki. Zawody były drugą odsłoną cyklu World Challenge Meetings rozgrywanego pod egidą IAAF.

## Rezultaty

### Mężczyźni
| Konkurencja:                  | 1. miejsce            | Rezultat | 2. miejsce      | Rezultat | 3. miejsce          | Rezultat |
| Bieg na 100 m                 | Justin Gatlin         | 10,28    | Asuka Cambridge | 10,31    | Shūhei Tada         | 10,35    |
| Bieg na 200 m                 | Aaron Brown           | 20,62    | Dedric Dukes    | 20,71    | Kenji Fujimitsu     | 20,93    |
| Bieg na 800 m                 | Timothy Kitum         | 1:47,03  | Shō Kawamoto    | 1:47,28  | Takuma Murashima    | 1:47,88  |
| Bieg na 3000 m                | Paul Kipngetich Tanui | 7:52,67  | Evans Keitany   | 7:52,68  | Hiroki Matseuda     | 7:54,33  |
| Bieg na 110 m przez płotki    | Xie Wenjun            | 13,51    | Milan Trajković | 13,52    | Hideki Omuro        | 13,59    |
| Bieg na 400 m przez płotki    | Quincy Downing        | 48,96    | Takatoshi Abe   | 49,20    | Rasmus Mägi         | 49,25    |
| Bieg na 3000 m z przeszkodami | Jairus Kipchoge       | 8:19,54  | Nicholas Bett   | 8:21,71  | Tesfaye Girma       | 8:32,18  |
| Skok wzwyż                    | Michael Mason         | 2,30     | Takashi Etō     | 2,30     | Wang Yu             | 2,28     |
| Skok o tyczce                 | Hiroki Ogita          | 5,60     | Masaki Ejima    | 5,50     | Seito Yamamoto      | 5,50     |
| Skok w dal                    | Wang Jianan           | 8,14     | Huang Changzhou | 8,06     | Shin’ichiro Shimono | 8,00     |
| Trójskok                      | Wu Ruiting            | 17,18    | Donald Scott    | 16,97    | Matthew O'Neal      | 16,81    |
| Rzut oszczepem                | Thomas Röhler         | 86,55    | Huang Shih-feng | 82,57    | Jaroslav Jílek      | 82,46    |

### Kobiety
| Konkurencja:               | 1. miejsce        | Rezultat | 2. miejsce       | Rezultat | 3. miejsce        | Rezultat |
| Bieg na 100 m              | Iwet Łałowa       | 11,40    | Tawanna Meadows  | 11,44    | Tianna Bartoletta | 11,47    |
| Bieg na 200 m              | Iwet Łałowa       | 22,98    | Tiffany Townsend | 23,31    | Toea Wisil        | 23,40    |
| Bieg na 1500 m             | Nelly Jepkosgei   | 4:06,86  | Lauren Johnson   | 4:07,65  | Jenny Blundell    | 4:08,15  |
| Bieg na 100 m przez płotki | Queen Harrison    | 12,65    | Tiffany Porter   | 13,00    | Cindy Ofili       | 13,08    |
| Skok w dal                 | Tianna Bartoletta | 6,79     | Shara Proctor    | 6,65     | Aiga Grabuste     | 6,49     |
| Pchnięcie kulą             | Jeneva Stevens    | 18,48    | Guo Tianqian     | 17,69    | Felisha Johnson   | 17,39    |
| Rzut młotem                | Gwen Berry        | 74,13    | Sophie Hitchon   | 73,97    | Joanna Fiodorow   | 71,46    |
| Rzut oszczepem             | Liu Shiying       | 66,47 AR | Kathryn Mitchell | 63,23    | Yuki Ebihara      | 60,53    |